# Central Michigan University
Die Central Michigan University (CMU) ist eine staatliche Universität in Mount Pleasant im US-Bundesstaat Michigan.

## Historisches
Die Hochschule wurde 1892 als Normalschule und Wirtschaftscollege (Central Michigan Normal School and Business Institute) gegründet. Seit 1959 hat sie Universitätsstatus und seitdem trägt sie den Namen Central Michigan University.

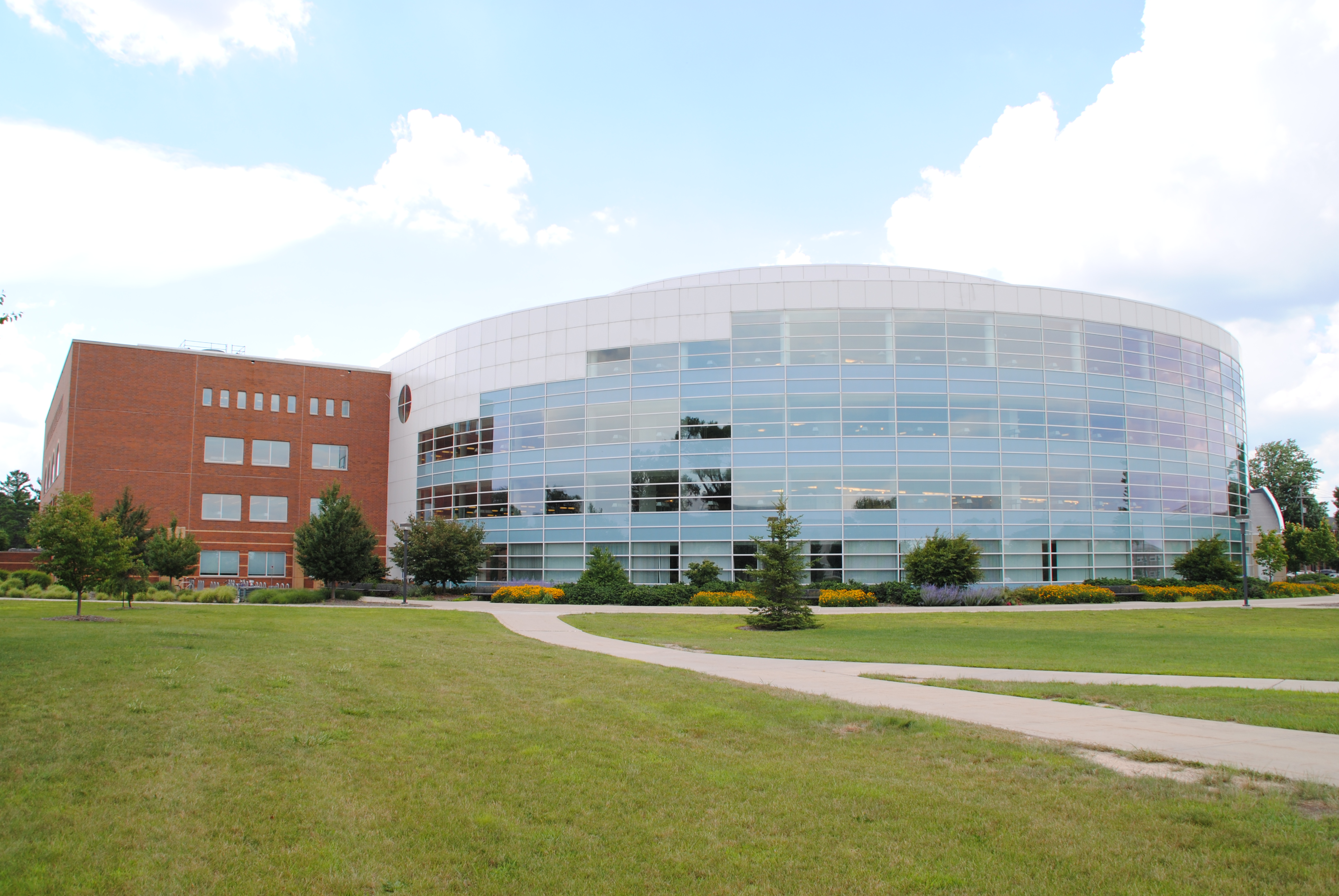
Bibliotheksgebäude (CMU Park Library, 2009) der Universität

## Zahlen zu den Studierenden, den Dozenten und zum Vermögen
Im Herbst 2021 waren 15.424 Studierende an der CMU eingeschrieben. Davon strebten 11.417 (74,0 %) ihren ersten Studienabschluss an, sie waren also undergraduates. Von diesen waren 61 % weiblich und 39 % männlich; 1 % bezeichneten sich als asiatisch, 10 % als schwarz/afroamerikanisch, 5 % als Hispanic/Latino und 76 % als weiß. 4.007 (26,0 %) arbeiteten auf einen weiteren Abschluss hin, sie waren graduates. Es lehrten 897 Dozenten an der Universität, davon 681 in Vollzeit und 216 in Teilzeit. 2018 waren 23.335 Studierende eingeschrieben.
Der Wert des Stiftungsvermögens der Universität lag 2022 bei 230,6 Mio. US-Dollar und damit 6,23 % niedriger als im Jahr 2021, in dem es 246,1 Mio. US-Dollar betragen hatte (letzteres 31,1 % höher als 2020 mit 187,8 Mrd. $).

## Fakultäten
- Geistes-, Sozial- und Verhaltenswissenschaften
- Gesundheitswissenschaften (Herbert H. and Grace A. Dow College of Health Professions)
- Kommunikation und Schöne Künste
- Naturwissenschaften und Technologie
- Pädagogik und Human Services
- Wirtschaftswissenschaften
- Graduate Studies
- ProfEd

## Sport

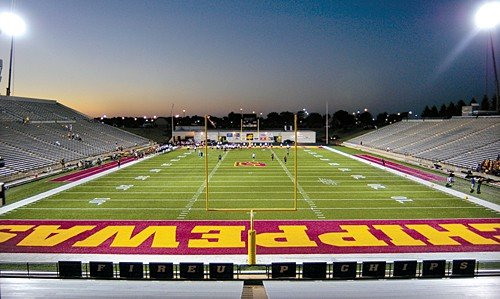
Kelly-Shorts-Stadion, Austragungsort der Special Olympics World Summer Games 1975

Die Sportteams der CMU sind die Chippewas. Die Hochschule ist Mitglied der Mid-American Conference.
Hier fanden die Special Olympics World Summer Games 1975 statt.